# David Boder
 David P. Boder (geboren 9. November 1886 in Liepāja, Russisches Kaiserreich; gestorben 18. Dezember 1961 in Los Angeles) war ein lettisch-US-amerikanischer Psychologe.

## Leben
Boder studierte zwischen 1905 und 1906 an der Universität Leipzig bei Wilhelm Wundt und später bei Wladimir Bechterew in Sankt Petersburg. In den Jahren 1921 bis 1925 lehrte er als Professor für Deutsche Literatur und als Psychologe an der Nationaluniversität von Mexico. 1927 erhielt er in Chicago einen „Master of Arts“-Abschluss im Fach Psychologie.
Von 1927 bis 1952 war er Professor und Head of Department für Psychologie und Philosophie des Illinois Institute of Technology. Von 1952 bis zu seinem Tod war er Research Associate für Psychologie an der University of California.
Boder war dreimal verheiratet und Vater eines Kindes.

## Die Boder-Interviews
Im Juli 1946 reiste Boder nach Europa und zeichnete bis Oktober desselben Jahres etwa 129 Audiointerviews mit Überlebenden der Konzentrationslager und anderen Displaced Persons auf. Er verwendete einen von seinem Kollegen Marvin Camras erfundenen Drahttonrekorder, einer damals neuen Technik der Tonbandaufzeichnungen. Die Zeitzeugen schilderten ihre Erfahrungen während des Zweiten Weltkriegs, viele von ihnen waren Überlebende der Shoa. Ihnen stand frei, in welcher Sprache sie sich ausdrückten, Boder zeichnete die Interviews in insgesamt neun verschiedenen Sprachen auf. Zum großen Teil liegen digitale Kopien der Audiointerviews (etwa 200 Stunden Tonaufzeichnungen) sowie Transkriptionen und Übersetzungen der Interviews auf einer Website des Illinois Institute of Technology vor. Das Audioarchiv bildete die Grundlage für Boders anschließende Studien über die Zusammenhänge von Sprache, Persönlichkeit und Trauma. Diese Interviews von 1946 gelten als wichtige Quelle über die Verbrechen in den Konzentrationslagern.

## Schriften (Auswahl)
- I Did Not Interview the Dead, Urbana 1949
  - Alan Rosen (Hrsg.): Je n’ai pas interrogé les morts. Brayard, Florent, Paris 2006
  - Julia Faisst, Alan Rosen und Werner Sollors (Hrsg.): Die Toten habe ich nicht befragt. Universitätsverlag Winter, Heidelberg 2011, ISBN 978-3-8253-5920-1.
- Topical Autobiographies of Displaced People Recorded Verbatim in the Displaced Persons Camps, with a Psychological and Anthropological Analysis. (16 Bände), Chicago/Los Angeles 1950–1957.
- The Impact of Catastrophe. I. Assessment and Evaluation, in: The Journal of Psychology 38, no. 1 (1954): 3–50.